# Mirovo (Veliko Tarnovo)
Mirovo (Bulgaars: Мирово) is een dorp in het noordoosten van Bulgarije. Het is gelegen in de gemeente Strazjitsa in de oblast Veliko Tarnovo. Het dorp ligt hemelsbreed 38 km van de stad Veliko Tarnovo en 229 km ten noordoosten van de hoofdstad Sofia. 

## Bevolking
|  |

Van de 174 inwoners reageerden 123 op de optionele volkstelling van februari 2011. Van deze 123 respondenten identificeerden 109 personen zichzelf als etnische Bulgaren (88,6%). Verder werden er 14 Bulgaarse Turken (11,4%) geregistreerd.